# Axel Otto Mörner
Axel Otto Mörner af Morlanda, född 8 juni 1774 i Eksjö, död 20 oktober 1852, var en svensk greve, officer, statsråd och konstnär.

## Biografi

### Tidiga år
Axel Otto Mörner föddes som son till överstelöjtnant greve Carl Gustaf Mörner och Sofia Elisabet Steuch. Han var bror till Hampus Mörner, Christina Charlotta Cederström, Gustaf Fredrik Mörner och Carl Stellan Mörner.

### Äktenskap
Han gifte sig 4 oktober 1801 med hovdamen och statsfrun Ebba Wilhelmina Modée.

## Militär karriär

### Tidig militär karriär
Mörner började sin militära karriär som volontär vid Sprengportens regemente 1777, blev kadett vid fortifikationen 1782, Han aktiva karriär som militär torde ha inletts 1792. Detta år blev han premiärlöjtnant fortifikationen för att 1794 utnämnas till löjtnant där och kavaljer hos hertig Karl av Södermanland. Nio år senare, 1803, utnämndes han till kaptenlöjtnant vid hertigens livdrabantkår. 
Karriären inom försvaret fortsatte med bland annat chef för Livregementsbrigadens infanteribataljon 1808. Han blev tillfångatagen under slaget vid Toverud i Aurskog i Norge den 20 april 1808. Han fördes som krigsfånge till Ulefos Hovedgaard hos Niels Aall. Under sin tid på herrgården utförde han dekorationsmålningar i salen som tack för gästfriheten under hans vistelse där. Under tiden här lärde han även känna Herman Wedel-Jarlsberg, som efter statskuppen i Sverige mars 1809 aktivt började arbeta för en svensk-norsk union. Mörner släpptes fri i augusti 1809. Han blev adjutant hos Karl XIII år 1810, kommendant i Göteborg 1811 samt överste och regementschef för Smålands husarregemente 1812. 1818 blev Mörner kungens förste adjutant och utnämndes till generalmajor. Tre år senare tillträdde han som tillförordnad chef för andra kavalleribrigaden, sedan tillförordnad kavalleriinspektör 1829. År 1837 blev han befordrad till generallöjtnant.
Som chef för Smålads lätta dragoner var Mörner bosatt på Breviks översteboställe, därifrån flyttade han 1842 till Skedhults gård. År 1850 bosatte han sig i Eksjö, där han sedan bodde fram till sin död två år senare.

## Politisk karriär

### Statsråd
Mörner började sedan sin karriär inom politiken genom att han av kungen 1840 övertalades bli statsråd och chef för lantförsvarsdepartementet under den politiskt oroliga tiden. Efter flera begäran om avsked beviljades slutligen hans avskedsansökan i januari 1843. Mörner var själv inte särskilt intresserad av politiken och kom att spela en ganska underordnad roll. Han tog dock initiativet till en kommitté som skulle ta itu med en övergripande planering av lantförsvaret. Mörners projekt skrinlades dock av hans efterträdare.

## Konstnärskap

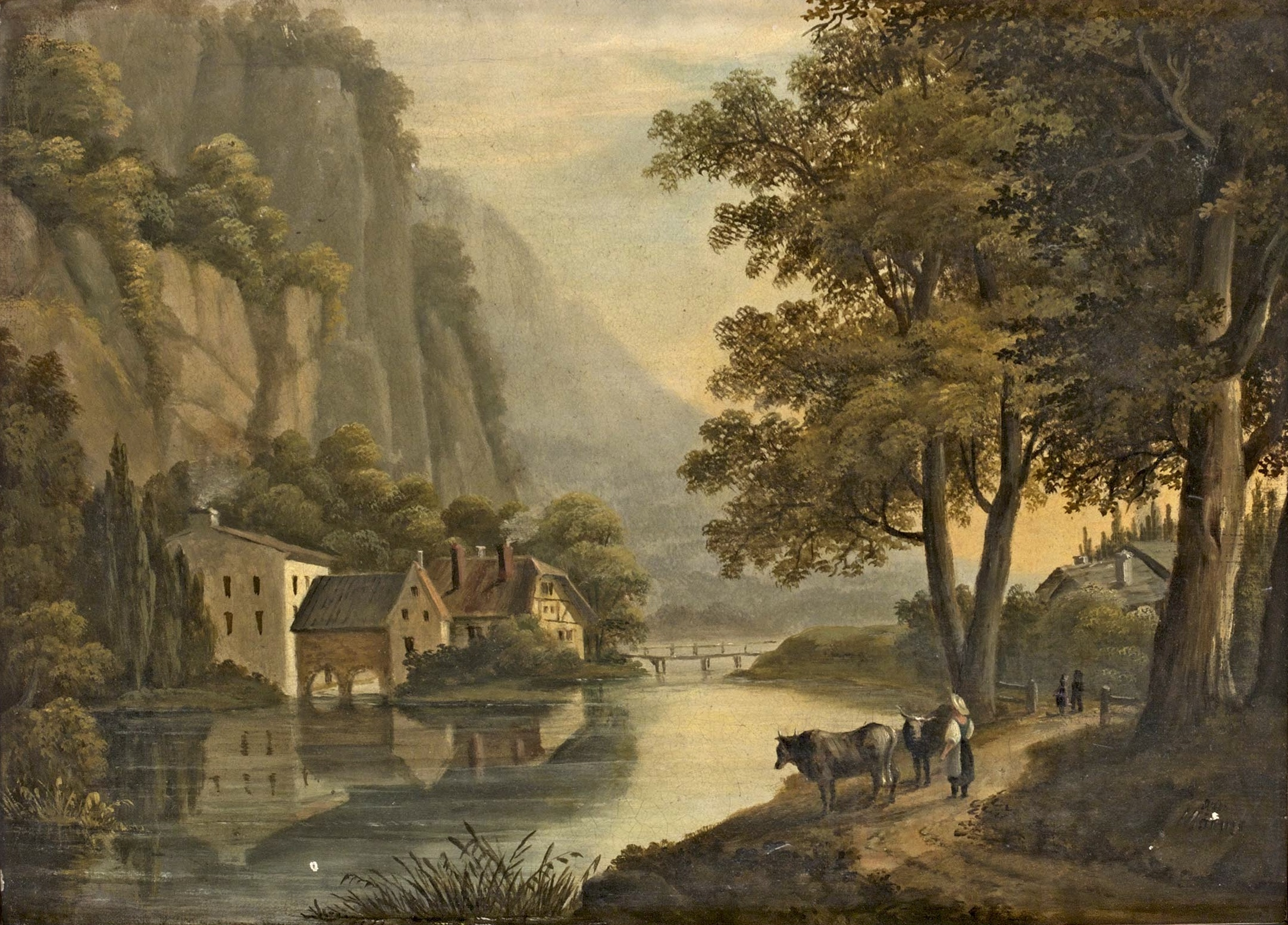
Bergigt flodlandskap med byggnader

Mörner hade talang för gravyr och landskapsmålning. Han mottog Målar- och bildhuggarakademins medalj för måleri 1797. 1799 studerade han i Wien för Heinrich Friedrich Füger och Johann Baptist Lampi den äldre. Särskilt uppskattade blev Mörners romantiskt klassicerande landskapsmålningar. Karl XIV Johan lät sådana målningar av Mörner pryda matsalen på Rosersbergs slott. 1823 utförde han en altartavla för familjekyrkan i Blädinge. 1835 blev han hedersledamot av målar- och bildhuggarakademien.

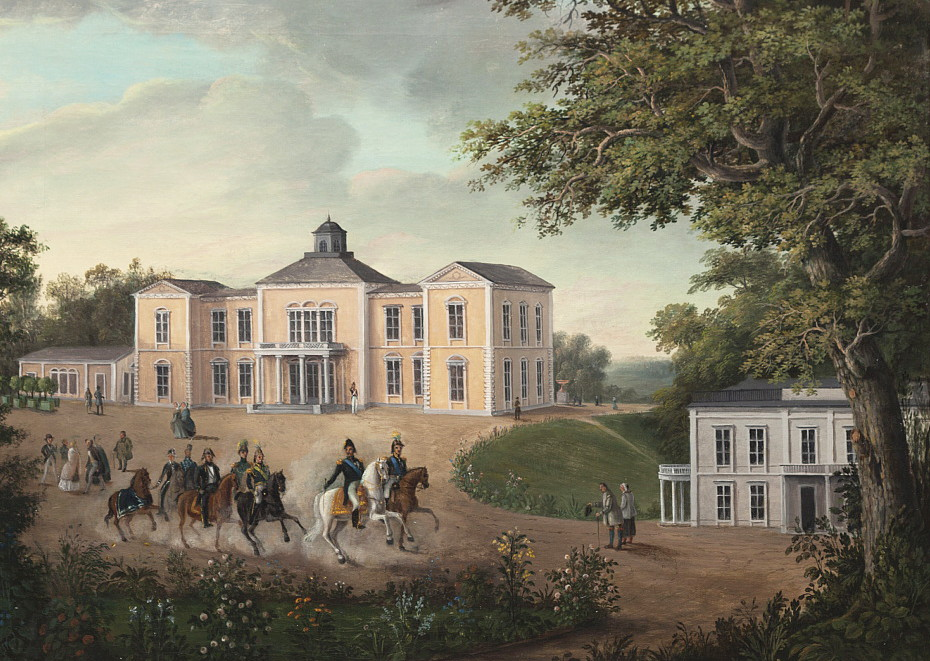
Rosendals slott på 1840-talet, Djurgården, Stockholm. Kung Karl XIV Johan, den första Bernadottekungen i Sverige, med uppvaktning.

Han är representerad i Nationalmuseum, Kalmar läns museum Universitetsbiblioteket i Uppsala samt Rosersbergs slott, Stockholms stadsmuseum och Ulefos Hovedgaard i Ulefoss i Norge.

## Utmärkelser
- Pour le Mérite,  11 februari 1814
- Kommendör av Svärdsorden,  12 augusti 1815[2]
- Alexander Nevskij-orden,  12 juni 1838[2]
- Vita örnens orden,  18 september 1838[2]
- Riddare av Svärdsorden[2]

[Redigera Wikidata]